# 斉藤芳
斉藤芳（さいとう かおる、1985年8月7日 - ）は、日本のラグビー選手。

## プロフィール
- 青森県出身。
- ポジションはプロップ(PR)。
- 身長 179cm、体重 123kg

## 略歴
2004年、青森北高校卒業後、明治大学に入る。なお青森北高校時代、花園へ1度出場した。
2008年、明治大学卒業後、トップリーグの近鉄ライナーズに加入。1シーズンプレーした。
2008年12月14日に行われたジャパンラグビートップリーグ第9節のサントリーサンゴリアス戦に先発出場で公式戦初出場を果たした。
2009年、釜石シーウェイブスに加入。
2016年、釜石シーウェイブスを退団し、秋田ノーザンブレッツラグビーフットボールクラブに加入。
2017年から青森大学ラグビー部の監督に就任